# 富川素砂警察署
富川素砂警察署（プチョンソサけいさつしょ）は、京畿地方警察庁所管の警察署である。

## 管轄区域
- 富川市のうち素砂区

## 沿革
- 1982年5月4日 - 富川警察署開設
- 1996年9月29日 - 富川南部警察署に名称を改称。
- 2010年7月23日　-　富川素砂警察署に名称を改称。

## 管轄地区隊
- 松内地区隊
- 素砂地区隊
- 範朴地区隊

## 管轄治安センター
- 松一治安センター
- 素三治安センター
- 駅三治安センター